# Vite di pascolanti
Vite di pascolanti è una raccolta di tre racconti di Gianni Celati, pubblicata da nottetempo di Roma nel 2006. Il libro ha vinto il Premio Viareggio nello stesso anno.
Secondo Paolo Mauri si tratta dell'avvio di un'epica personale che comprende anche i volumi Costumi degli italiani 1: Un eroe moderno (2008), Costumi degli italiani 2: Il benessere arriva in casa Pucci (2008) e Selve d'amore (2013).